# Roko Peribonio
Roko Peribonio (* 16. Oktober 1991 in Las Palmas de Gran Canaria, Spanien) ist ein kroatischer Handballspieler.

## Karriere
Roko Peribonio begann in Balingen  zunächst als Feldspieler mit dem Handball, erst später wechselte er ins Tor. Über die Stationen SG Pforzheim/Eutingen, TSV Birkenau und TV Hemsbach kam er 2009 zur SG Leutershausen, mit der er 2012 in die 2. Handball-Bundesliga aufstieg. Zur Saison 2013/14 wechselte der 1,94 Meter große Torwart zum Bundesligisten Rhein-Neckar Löwen. Zusätzlich lief er aufgrund eines Zweitspielrechts für den Drittligisten TVG Großsachsen auf. Zur Saison 2015/16 holte sich der Zweitligist TSG Friesenheim Peribonio für seinen Neuanfang nach dem knappen Abstieg. Mit Friesenheim stieg er 2017 in die Bundesliga auf. 2018 wechselte er in die 2. Mannschaft zum Drittligisten HLZ Hochdorf-Friesenheim. Bei Bedarf spielt Peribonio weiterhin bei den Eulen Ludwigshafen in der 2. Bundesliga.

## Sonstiges
Peribonios Vater Tonči Peribonio ist Handballtrainer und ehemaliger jugoslawischer und kroatischer Handballnationalspieler.